# Превенда, Флорика
Флорика Превенда (5 апреля 1959, Дор Марунт) — румынская художница, живописец, портретист, скульптор.

## Биография
Роидилась в Дор Марунте (в румынском жудеце Кэлэраши) 5 апреля 1969 года. Её семья преследоваласть властями коммунистического режима. В 1984 году окончила факультет живописи в Ясском университете искусств. С 1993 по 1997 года преподавала студентам в национальном университете искусств в Бухаресте. Принимает активное участие в местных и международных выставках в таких странах как Бельгия, Великобритания, Германия, США, Польша, Канада, Испания, Израиль, Нидерланды.

## Художественный стиль
Флорика Превенда является художником, живописцем, портретистом и скульптором. Работает в таких техниках как акрил, коллаж, ассамбляж, коллаж, масляная живопись (включая холст), а также использует смешанные техники. Живёт и работает в городе Бухарест.

## Работы
Её работы были представлены на разных выставках как в Румынии так и за её пределами: «Hangar Art Center», Брюссель (2019); «Институт румынской культуры», Вена (2016); Галерея «Annart», Бухарест (2016); «Arielle d’Hauterives Gallery», Брюссель (2016); Национальный художественный музей, Кишинёв (2016); Художественный музей Тимишоары (2014); Национальный музей Брукенталя (2017, 2013); «AnnArt Gallery» (2014); «Arthus Gallery», Брюссель (1999, 2001, 2004, 2011); Национальный музей искусств / Современное искусство, Бухарест (1999); «Galerie Het Dijkstoelhuis» Вагенинген, Голландия (2002, 2004); Музей Могошоая, Румыния (2017-18, 2008); «Galerie Lamber» Валкенсваард, Голландия (2000); Галерея Симеза, Бухарест (2004) а также на других.
В 2020 году Румынским институтом культуры издан альбом «INSTANCES» на английском языке, куда вошли работы Флорики Превенды 1999—2019 годов. Репродукции сопровождаются диалогом художника с историком и публицистом Адрианом Гуцэ, а также текстами, подписанными разными деятелями искусств.

## Награды и достижения
- 2021 Диплом от Министерства культуры Молдовы за выдающиеся достижения на VII Международной биеннале живописи в Кишинёве[3][6]
- 2015 Премия в области живописи, Румыния
- 2011 Почётная награда вручена директором Малопольского культурного центра «СОКОЛ» в Новы-Сонче, Польша
- 2010 Гран-При Бухарест
- 2008 Номинирована на одном из сайтов, посвящённых искусству на звание «Художник месяца»
- 2006 Приз жюри выставки-биеннале, Новы-Сонч, Польша
- 2005 Награждена Президентом Румынии Орденом Рыцарей Культуры
- 2003 Главный приз в области живописи, Кишинев, Республика Молдова.
- 1995 Премия молодым художникам, Бухарест
- 1992 Премия союза художников Румынии
- 1991 Премия «Dominus», Бухарест
- 1989 Премия живописи на выставке «Artexpo», Бухарест
- 1990 Премия живописи на выставке «Artexpo»
- 1986 Грант «Theodor Aman» за живопись, Бухарест
- 1988 Грант «Theodor Aman» за живопись
- 1986 Премия союза художников Румынии[3][7].

## Симпозиумы
Принимала участие на следующих симпозиумах: Симпозиумы:
- Международный симпозиум «Brâncuși Workshops», Румыния (2022)
- Бая-Маре, Румыния (2014, 2015)
- Новы-Сонче, Польша (2013)
- Лепсе, Румыния (2013)
- Негрешти-Оаш, Румыния (2008)
- Варна, Болгария (2001)
- Велико-Тырново, Болгария (2000)
- Вернигероде, Германия (1994)
- Бельфор, Франция (1993)
- Вернигероде, Германия (1993)
- Тескань, Румыния (1992).